# Régiment de Tchernihiv
régiment de Tchernigov
Le régiment de Tchernihiv ou régiment de Tchernigov est une unité militaire liée à l'une des dix entités territoriales de l'Hetmanat cosaque
Créé en 1648 pendant le Soulèvement de Khmelnytsky, il fut dissout en 1781. Il comptait sept sotnias en 1649 et seize 1782.

## Commandants
- Martyn Nebaba (Мартин Небаба) (1649–1651)
- Stepan Podobaïlo (Степан Пободайло) (1651–1653)
- Ivan Wybelskyi (Іван Вибельський) (1653–1657, 1661)
- Onykii Sylytch (Оникій Силич) (1657–1663)
- Demian Mnohohrichny (Дем'ян Многогрішний) (1665–1669)
- Ivan Lyssenko (Іван Лисенко) (1669–1671)
- Vassyl Mnohohrichny (Василь Многогрішний) (1671–1672)
- Vassyl Dounin-Borkovskyi (Василь Дунін-Борковський) (1672–1685)
- Ivan Samoïlovytch (Іван Самойлович) (1685–1687)
- Iakov Lizogoub (Яків Лизогуб) (1687–1698)
- Ioukhym Lyzohoub (Юхим Лизогуб) (1698–1704)
- Pavlo Poloubotok (Павло Полуботок) (1706–1722)

Nomination avec assentiment russe :
- Myhaïlo Bohdanov (Михайло Богданов) (1723–1735)
- Volodymyr Izmaïlov (Володимир Ізмайлов) (1736–1749)
- Ivan Bojytch (Іван Божич) (1749–1762), de la famille serbe Božić.
- Petro Myloradovych (Петро Милорадович) (1762–1782), de la famille serbe Miloradović.